# 山崎一夫 (プロレスラー)
山崎 一夫（やまざき かずお、1962年8月15日 - ）は、整体師、鍼灸師、タレント、元男性プロレスラー。血液型B型。YouTuber。東京都港区出身。愛称は山ちゃん。

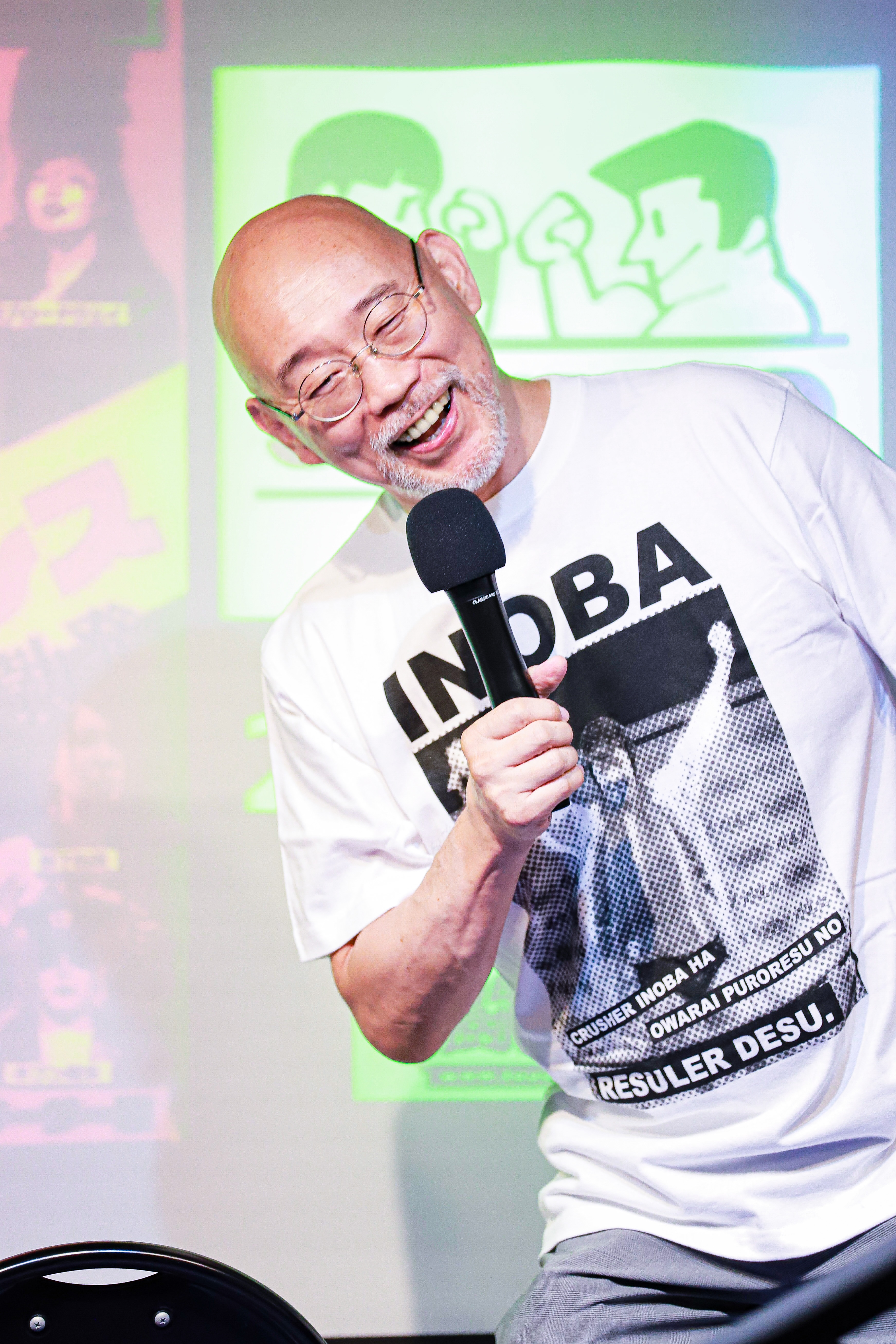
2023.07.07 SUGAMOプロレス闘道館

ワールドプロレスリングの解説を務めていた。

## 来歴

### デビュー前
東京都港区麻布十番生まれ。しばしば、山崎は「『いいところに住んでいたんだね』と言われるが、チンチン電車が走っているぐらいで何もなかった。唯一、これっていうのは東京タワーが近くに見えるぐらい」と生育環境を語っている。父親はパイプ加工企業に勤めていた会社員であった。5歳の時、世田谷区の九品仏に引っ越している。中学時代に友人にプロレスラーになりたいと言ったところ、新日本プロレスの道場を勧められ、そこで練習生としてトレーニングを始めた。最初はベンチプレス50kgを3回ぐらいしか持ち上げられず、寮長の小林邦昭から叱咤されて次の日から体を徹底的に鍛え始めた。山崎は休憩時間になると学校の非常階段に出て3段目に足を乗せて腕立て伏せを行って鍛えたといい、そのせいか中学時代は成績が悪かったという。都立玉川高校時代は柔道部に所属していたが当時の部員は3人のみであり、稽古ではプロレスごっこをして過ごすことがあった。柔道の段位は初段であり、申請はしていないが二段の昇段試験に合格したことがある。高校時代にはまた『プロレススーパースター列伝』に影響を受けてスクワットが1000回できるように練習を行った、柔道部には30kgのセットしかなかったベンチプレスの機材をどんどん買い足して高校卒業時点では130kgもベンチプレスが上がるようになったなど、影響の受けっぷりは相当なものであった。1981年、新日本プロレスに入門。

### プロレスラー時代
入門して1週間で山崎は「これにはもうついて行けない」と感じたようであり、トイレに置いてあった掃除用のブラシに「これで歯を磨いてはいけません」と書いてあったのを見たことなどを後に明かしている。それでも山崎は、あまりにも地元と合宿所とが近すぎて逃げると知り合いに見つかって目立つため、我慢して稽古などに励んだ。入門して最初に与えられた雑用の係は「薬箱係」という救急箱の管理を行うものであった。
細身ながら、同じ頃に若手だった高田延彦らと名勝負を重ねる。この頃の得意技はミサイルキックで、初勝利もこの技でフォールを奪っている（相手はデビュー戦だった後藤達俊）。同じ技を得意としていた高田との試合は「青春のミサイルキック合戦」と言われ、第1試合でありながら観客の入りが良く、評価が高かった。
また、この頃に佐山サトル（初代タイガーマスク）の付き人を務めており、このことが後のプロレス人生やファイトスタイルに大きな影響を与えた。佐山は山崎の5学年年上と年齢が近かったため佐山との関係は堅苦しいものではなかった。試合直後のシャワールームでは付き人は予め石鹸を泡立ててタオルにつけ、先輩レスラーが何も言わずに背中を向けるとそのタオルで背中を流さなければならなかったが、佐山はそれら全部を自分でやったという。初代タイガーマスクが小林邦昭にマスク剥ぎをされた際には、替えのマスクを持った山崎がリングに上がり、タイガーに被らせる場面がテレビに写され、二度目以降のマスク剥ぎの際には、試合会場から「山崎（山ちゃん）、早く〜」という悲鳴が上がるようになった。
佐山の引退（新日本プロレスを退団）後も新日本に残留して前座を沸かせていた（高田とのシングルマッチはTV中継された）。その後、佐山のタイガージム開設時に退団し、同ジムのインストラクターを務めていたが、1984年、佐山が第1次UWFへ参加することが決定した際、一緒に入団。前田日明、高田延彦、藤原喜明、木戸修らと活動する。佐山のスーパータイガージムでもインストラクターを務め、佐山と共に指導者としても活動した。
1985年、佐山の第1次UWF退団時に佐山と袂を分かちUWFに残留するも同年12月、団体崩壊に伴い、他選手たちと古巣の新日本に復帰。主にIWGPジュニアヘビー級戦線やタッグ戦線などで活躍し、藤原喜明と共にIWGPタッグ王座を獲得したこともある。
1988年、前年の顔面蹴撃事件を元に新日本を退団していた前田が第2次UWFを旗揚げすると、これに賛同し新日本を退団。高田延彦と共に同年5月の旗揚げ戦から参加。以後、主要メンバーの1人として活躍する。特に旗揚げ戦ではメインイベントで前田と対戦し、それまで特に目立った活躍が無かった山崎が、切れ味鋭いハイキックで再三ダウンを奪うなど、エースの前田と互角以上の戦いを繰り広げ、新生UWFのカラーを決定付けた試合として高い評価を受けている。
1990年12月、SWSへの選手貸し出し問題を契機にフロントと選手たちの確執が表面化し、第2次UWFは崩壊。
1991年、高田延彦らとUWFインターナショナル（Uインター）の旗揚げに参加。高田に次ぐ2番手のポジションに就いた。強豪外国人が参戦した際は高田の前に対戦し、間接的に相手の情報を与えるなど、影のフィクサーとして活躍。目玉選手がいないときは自ら高田の相手となり、「困ったときの山ちゃん頼み」と言われた。この頃の山崎は、対北尾光司戦、対ゲーリー・オブライト戦など強く印象に残る試合もあるが、自身のビッグマッチでは負け続けの印象が強く、どちらかといえば不遇の時代であった感が否めない。また当時はリーボックのタイツを履いていた。
1995年7月にUインターを退団し、フリー宣言。古巣・新日本への殴り込みを表明、再復帰を果たした。この参戦には、Uインター内での確執や山崎の個人的事情が影響していると言われるが、直後に起きた新日本対Uインター全面対抗戦とは関係がなく、山崎自身、「なんで俺について来るんだよ」と語っている。また、U嫌いを公言していた当時の現場監督長州力が、山崎だけは高く買っていたのも事実である（プロレス雑誌の会見等で、Uインターの交渉窓口であった安生洋二・宮戸優光らを罵倒する言葉を吐いた後、必ず「山崎はどうしてる?」、「山崎は何て言ってるんだ?」と、長州は必ず雑誌記者に逆取材をかけていたことが当時の雑誌にレポートされていた）。また、山崎のUインター退団時にはリングス（当時）の前田日明も心配して山崎に連絡を取っている。同年7月25日に当時新日本の別働隊だった平成維震軍興行における後藤達俊戦がフリー第1戦。立場上ヒールの振る舞いを見せていた山崎だったが、ファンは皆彼の「いい人」ぶりを知っており、リングに立った瞬間に大「山崎」コールを送った。
またこの年の年末（12月30日）、大阪城ホールで行われた『突然卍固め』興行において、対抗戦で武藤敬司に敗れた高田延彦を元気付ける、という名目で組まれた『アントニオ猪木＆高田延彦 vs. 藤原喜明＆山崎一夫 60分3本勝負』の2本目に、ハイキックからの体固めで猪木よりフォール勝ちをスコアする。これは、1998年に引退した猪木の最後のフォール負けとなる。
この後新日本プロレスの興行にも参戦し、フリー的立場を貫いていたが、所属選手となり新日本本隊と合流。1998年のG1 CLIMAXでは、藤波辰爾、佐々木健介、蝶野正洋と過去のG1タイトルホルダーを破り決勝進出。橋本真也との優勝戦では大激闘の末破れるも、その厳しくもけれんみの無いファイトに多くのファンが惜しみない拍手を贈った。これがレスラー人生最大の晴れ舞台だったと言ってよい（実際に山崎も後年、自身のベストバウトに橋本戦を上げている）。
またそれ以降はタッグ戦線での活躍が増え、橋本、飯塚高史（第27代IWGPタッグ王座）、佐々木健介（第32代IWGPタッグ王座）、他にUWF色の強い永田裕志、木戸修とも組み、飯塚高史を加えたユニットは「山崎隊」と呼ばれていた。特にタッグにおいて名勝負が少ないと言われた新日本マットにおいて、蝶野正洋＆天山広吉組と山崎＆飯塚組のIWGPタッグ王座を巡る攻防は毎回名勝負となり、ファンを沸かせた。この頃のワールドプロレスリング（テレビ朝日）において実況を担当した辻よしなりは、新日本殴り込みに際して山崎が発した言葉から山崎をシェフになぞらえ、「さぁ山崎。今日のメインディッシュは何分で調理できるか、正に腕の見せ所です」といった実況がよく聞かれた。
肺挫傷および気管支拡張症のため、2000年1月4日開催「闘強導夢2000」東京ドーム大会の対永田裕志戦で引退。

### 引退後
引退後は現役中に取得した国家資格を生かし、神奈川県綾瀬市で整体治療院を経営する 傍ら、NHKで番組の司会を務めたり、テレビ神奈川でレスラーや関係者との対談番組「最強漬」を持つなど、芸能活動も行っている。またワールドプロレスリングレギュラー解説者としても活躍している。元プロレスラーらしからぬ、とても優しく判り易い口調で喋るのが特徴。一方で熱が入ると選手にマイク越しで発破を掛けることもある。特に2000年4月7日の橋本真也 vs. 小川直也戦ではヒールホールドを極める橋本に「絞めろ絞めろ!」と発破を掛けた。
2005年10月、長州力が新日本プロレス現場監督に就任したことを受け、同社道場コーチに就任。契約期間は1年。
2021年1月の新日本プロレス・東京ドーム大会収録をもって約21年間務めたテレビ朝日『ワールドプロレスリング』レギュラー解説者卒業を発表。

## 得意技
俗にいうUWF系レスラーであり、引退まで頑なにこのファイトスタイルを貫いた。派手な大技は使用せずに打・投・極を軸にした堅実な試合運びで高い安定感を持つ試合巧者で、乱戦時には激しいラフファイトも見せた。相手の一瞬の隙を突く切り返しや、タッグマッチでの奇襲も得意とした。

### 打撃技
各種キック
橋本のキックがナタに形容されるのに対してカミソリと形容された。
特に左ミドルキック4連発からの右ハイキックへ連携する特有のコンビネーションキックを愛用していた。
フライング・ニールキック
橋本、天山、大谷、金本など同時期に得意とした選手は多い。
山崎のそれはジュニア選手並みに高く跳び上がり、両足を大きく開く正に扇を広げた形であった。
延髄斬り
チェンジ・オブ・ペースに使用された技の一つ。
フォーム的には永田が類似のものを使用。
掌底
UWF時代に多用されたが、新日本復帰後もグラウンドの攻防やラフを仕掛けられた報復に使用。
マウントポジションにおいても拳ではなく、この掌底で繰り出すので反則を取られることはなかった。

### 投げ技
ジャーマン・スープレックス・ホールド
フィニッシュとして用いることも度々あった。
山崎（もしくはモデルとしたもの）が登場するプロレスゲームで必殺技として設定されていることが多い。高田延彦戦などで見せた「後頭部への頭突きからのジャーマン」は破壊力・インパクト共々抜群の技。
タイガー・ドライバー
いわゆる初代タイガー・ドライバー、タイガー・ネックチャンスリー・ドロップ。
初代タイガーマスクである佐山から受け継いで使用していたが、後年で見掛けることはほとんど無かった。
ドラゴン・スクリュー
蹴り技への返し技、足関節への繋ぎ技として使用。

### 関節技
膝固め
山崎こだわりの技で激闘を展開した1998年度のG1 CLIMAXで多用したことで一躍脚光を浴びた。
地味ではあるが、使用し続けることで後年の代名詞的な技となった。
膝十字固め
山崎の主要足関節技の一つ。ビクトル式も使用。
上記、膝固めを頻繁に使用するようになってからは使用機会は減っていた。
裏アキレス腱固め
相手の蹴り足をキャッチして仕掛けることも多かった。通常式も使用。
膝はマットにつかず両足を大きく開いて全体重を前方にかけるフォーム。
瞬間アキレス腱固め
相手の蹴り足をキャッチし、足首を高速で内側に捻ることで瞬間的にアキレス腱を極める技。
形的にいえばアンクル・ホールドの効果が強い。
ヒール・ホールド
危険性が高く、あまりプロレス的でないせいか、新日本時代にはほとんど使用していない。
アキレス腱固めやアンクルホールドと混同されて実況されることも当時は多かった。
ニーロック
いわゆる足へのキーロック。稀に使用しフィニッシュに使用する事もあった。
脇固め
UWFを象徴する関節技の一つで山崎の主要腕関節技の一つ。
バックを取られた際や、ブレーンバスターの切り返しなど、U仕込みのテクニックを随所に垣間見る入り方でも使用。
腕ひしぎ逆十字固め
フィニッシュとしても度々使用された山崎の主要腕関節技の一つ。
時折、飛び付き式でも使用。

### 飛び技
ミサイルキック
UWF移籍前の新日本若手時代に得意としていた。
後年の新日本復帰後も数度使用している。
プランチャ・スイシーダ
上記、ミサイルキック同様若手時代の得意技。
新日本復帰後は大一番でのみ使用。

## タイトル歴
新日本プロレス
- 第6、27、32代IWGPタッグ王座（パートナーは藤原喜明→飯塚高史 →佐々木健介）
- 三軍対抗タッグ・トーナメント優勝（1997年）（パートナーは佐々木健介）

## エピソード
- Uインター時代の1991年9月26日、札幌中島体育センター別館で行われた興行で、高田延彦 vs. ボブ・バックランドの消化不良の決着から観客が暴動寸前になってしまった。その際リングに上がり謝罪したのが山崎であり、これにより暴動は未然に防がれ、事なきを得た。
- 一丸の相撲漫画・おかみさんの春日親方のモデルになっている（名は山咲一雄。現役時の四股名は山風）。その弟子として高田というやんちゃでプロレス好きな関取もレギュラーとして登場している。この高田のモデルは、外見から時津洋宏典と言われている。
- 第2次UWFの旗揚げ2連戦（東京、札幌）において、前田は自らの最初の相手に、高田ではなく山崎を指名した。これは前田と高田が新日本時代を通して兄弟弟子としての色合いが強く、仲は良かったものの、どちらかといえば佐山聡の流れを汲む山崎のほうが、首都圏ではよりインパクトを残せると考えた末のことである（山崎はタイガー・ジムでインストラクターをしていた）。また第2戦が札幌ということもあり、こちらのほうは新日本のジュニア戦線で主役を張っていたことでより知名度の高かった高田をもってくることによって集客を狙うという意味もあった。
- UWFの象徴アイテムとも言えるレガースを試合で初めて着用したのは、1984年7月23日・同24日の後楽園ホールに於ける「UWF無限大記念日」でのザ・タイガーと山崎。山崎は両日とも第1試合だったので23日の山崎 vs. ガジョ・タパド戦がUタイプレガース試合着用第1号となる。
- UWF解散後も頑なにUWFメインテーマを入場曲として引退まで使用していた。

## 入場曲
- FUSIONROCKER：『UWFメインテーマ』

## 著書
- 『やまちゃんがいっちゃった!』（2000年2月、メディアワークス）ISBN 978-4840214537
- 『山崎一夫流自分でできる整体術』（2002年1月、大泉書店）ISBN 978-4278049046

## 出演

### テレビ
- ワールドプロレスリング（テレビ朝日） - 解説
- 最強漬（2002年10月2日 - 12月25日、tvk） - MC
- おしゃれ工房・ストレッチ編（2002年、NHK）講師[5]
- 格闘技紀行（フジテレビ）[5]

### ラジオ
- 山崎一夫のむちゃぶりプロレス!!（2020年4月3日 - 、FM HOT 839） - MC[6]

### CM
- アートネイチャー（2002年）